# Heliamphora minor
Heliamphora minor je druh masožravé rostliny z rodu Heliamfora. Roste pouze na stolové hoře Auyan tepui ve Venezuele. Společně s Heliamphora pulchella je to nejmenší heliamfora.

## Pěstování
Heliamphora minor patří k nejsnáze pěstovatelným Heliamforám. Potřebuje vysokou vlhkost okolo 80%, teploty 18-25 stupňů a neustále vlhký substrát. Substrát by se měl skládat z rašeliny, perlitu a křemičitého písku a na povrchu by měla být vrstva rašeliníku (Spaghnum).